# Санреј (Тексас)
Санреј (енгл. Sunray) град је у америчкој савезној држави Тексас. По попису становништва из 2010. у њему је живело 1.926 становника.

## Демографија
Према попису становништва из 2010. у граду је живело 1.926 становника, што је 24 (1,2%) становника мање него 2000. године.
| Група             | 2000.         | 2010.         |
| Белци             | 1.217 (62,4%) | 1.003 (52,1%) |
| Афроамериканци    | 14 (0,7%)     | 1 (0,1%)      |
| Азијати           | 3 (0,2%)      | 11 (0,6%)     |
| Хиспаноамериканци | 694 (35,6%)   | 876 (45,5%)   |
| Укупно            | 1.950         | 1.926         |